# امپراتور توبا
توبا یا امپراتور توبا (به ژاپنی: 鸟羽 天皇)، (زاده: ۲۴ فوریه ۱۱۰۳، درگذشت: ۲۰ ژوئیه ۱۱۵۶)، که به ژاپنی توبا تننو تلفظ می‌شود، هفتاد و چهارمین امپراتور ژاپن بود، که بر طبق نظم سنتی جانشینی، در این سرزمین به قدرت رسید.
توبا سلطنت خویش را از سال ۱۱۰۷ آغاز نمود و تا سال ۱۱۲۳ بر اریکهٔ فرمانروایی تکیه داشت.